# Monodilepas monilifera
Monodilepas monilifera es una especie de molusco gasterópodo de la familia Fissurellidae. Presenta las subespecies: 
Monodilepas monilifera carnleyensis y Monodilepas monilifera cookiana

## Distribución geográfica
Se encuentra  en Nueva Zelanda.